# Europäische Allianz
Die Europäische Allianz ist eine Fraktion im Europäischen Ausschuss der Regionen, der Versammlung der Regional- und Kommunalvertreter der Europäischen Union (EU). Sie vertritt regionalistische bzw. dezentralistische Standpunkte. Ihr gehören vor allem Mitglieder der Europäischen Freien Allianz (EFA) und unabhängige Kommunalpolitiker an, dazu kommen aber auch Mitglieder grüner oder nationalistischer Parteien (z. B. der Scottish Green Party, früher von Bündnis 90/Die Grünen oder der litauischen Ordnung und Gerechtigkeit).
Nach der Einrichtung des AdR 1994 bildete sich 1995 eine sogenannte Radikale Gruppe, die auch schon EA genannt wurde (siehe auch Fraktion der Radikalen Europäischen Allianz im Europäischen Parlament). 1999 wurden Fraktionen im AdR offiziell etabliert, darunter die EA. Diese wurde hauptsächlich aus drei Untergruppen gebildet: Den Mitgliedern der EFA, den Mitgliedern der irischen Fianna Fáil und unabhängige englischen Kommunalpolitikern.
2004 schlossen sich die Mitglieder der nationalkonservativen Allianz für das Europa der Nationen (AEN) an. Die Fraktion nahm den Namen Union für das Europa der Nationen – Europäische Allianz (UEN-EA), angelehnt an die Fraktion Union für das Europa der Nationen (UEN), an. Die EFA-Mitglieder verließen die Fraktion. Nach Auflösung von AEN und UEN und Gründung der Fraktion der Europäischen Konservativen und Reformer wurde der ursprüngliche Name wieder angenommen, die EFA-Mitglieder traten der Fraktion wieder bei.
Der EA gehören derzeit (Stand 25. Mai 2020) 12 Mitglieder und 13 stellvertretende Mitglieder aus neun Nationen an (Belgien, Frankreich, Irland, Italien, Litauen, Polen, Rumänien, Slowakei und Spanien). Vorsitzender ist Kieran McCarthy, Mitglied des Stadtrats von Cork, sein Stellvertreter ist Karl Vanlouwe, Mitglied des flämischen Parlaments für die N-VA.